# Isola Šalim (baia Pala)
L'isola Šalim (in russo остров Шалим, ostrov Šalim) è un'isola russa, bagnata dal mare di Barents.
Amministrativamente fa parte del circondario cittadino (gorodskoj okrug) di Aleksandrovsk dell'oblast' di Murmansk, nel Circondario federale nordoccidentale.
Non va confusa con l'omonima isola nel golfo dell'Ura.

## Geografia
L'isola è situata nella parte centro-meridionale del mare di Barents, al centro della baia Pala, nella baia di Kola. Dista dalla terraferma, nel punto più vicino, circa 45 m.
L'isola Šalim si trova di fronte alla parte occidentale della città di Poljarnyj, dove la baia Pala inizia ad allargarsi dopo il lungo e stretto ingresso.

È orientata in direzione nordest-sudovest. Ha una forma stretta e allungata e misura circa 990 m di lunghezza e 255 m di larghezza massima nella parte meridionale. A nord raggiunge un'altezza massima di 31,1 m s.l.m.
Pochi metri a sudovest, collegato all'isola da secche marine, si trova un isolotto senza nome.

## Isole adiacenti
Nelle vicinanze di Šalim, oltre a piccoli scogli e isolotti senza nome, si trovano:
- Isola Zelënyj (остров Зелёный), omonima dell'isola nei pressi dell'ingresso della baia di Kola, dista dalla costa occidentale della baia Pala 180 m e da Šalim 850 m. Ha una forma ovale ed è lunga 200 m e larga 80 m. (69°11′36″N 33°22′47″E)
- Isola Gagačij (остров Гагачий), 380 m a sudest di Zelënyj, dista dalla parte meridionale della baia Pala 285 m. Anch'essa di forma ovale, è lunga 140 m e larga appena 60 m. Alla sua estremità meridionale c'è un faro.[4] (69°11′22.7″N 33°23′13.8″E)